# 李晓鹏
李晓鹏（1959年5月—），男，汉族，河南人，北京理工大学工商管理硕士学位，武汉大学金融学博士，高级经济师。第十三届全国政协经济委员会委员。

## 生平
曾任中国工商银行河南省分行副行长，中国工商银行总行营业部总经理，中国工商银行四川省分行行长，中国华融资产管理公司副总裁，中国工商银行党委委员、行长助理兼北京市分行行长，中国工商银行执行董事、副行长，中国投资有限责任公司党委副书记、监事长，招商局集团有限公司党委副书记、副董事长、总经理，中国光大集团股份公司党委书记、董事长，中国光大银行董事长。
2023年4月5日，李晓鹏涉嫌严重违纪违法，目前正接受中央纪委国家监委纪律审查和监察调查。2023年10月9日，李晓鹏因严重违纪违法被国家监委开除党籍和公职，收缴其违纪违法所得，送至检察机关依法审查起诉。2023年10月12日，李晓鹏被最高人民检察院以涉嫌受贿作出逮捕决定。2025年3月18日，李晓鹏受贿罪罪成立，涉案總額折合人民幣6043萬元，大慶市中級人民法院一審判处有期徒刑十五年，并处罚金人民币六百万元。

## 头衔
- 中国国际商会副会长
- 香港中国企业协会名誉会长